# American Kickboxer 2
American Kickboxer 2 è un film statunitense del 1993 diretto da Jenö Hodi. Si tratta del sequel di American Kickboxer del 1991 (noto in Italia come Senza esclusione di colpi 2)

## Trama
La figlia neonata di un uomo d'affari viene sequestrata da alcuni criminali nella sua villa, tramite un elicottero. La madre della bambina si rivolge a Mike Clark e Dave, rispettivamente istruttore di arti marziali e poliziotto, impavidi di fronte al pericolo, si uniscono per scovare i rapitori e salvare la bambina.